# Oxytropis carpathica
Oxytropis carpathica är en ärtväxtart som beskrevs av Rudolf Karl Carl Friedrich von Uechtritz. Oxytropis carpathica ingår i släktet klovedlar, och familjen ärtväxter. Inga underarter finns listade i Catalogue of Life.